# Chư Hreng
Chư Hreng là một xã thuộc thành phố Kon Tum, tỉnh Kon Tum, Việt Nam.

## Địa lý
Xã Chư Hreng nằm ở phía đông nam của thành phố Kon Tum, cách trung tâm thành phố 8 km, có vị trí địa lý:
- Phía đông giáp xã Đăk Rơ Wa
- Phía tây giáp phường Lê Lợi
- Phía nam giáp xã Hòa Bình
- Phía bắc giáp phường Thống Nhất.

Xã Chư Hreng có diện tích 29,34 km², dân số năm 2021 là 3.265 người, mật độ dân số đạt 111 người/km².

## Hành chính
Xã Chư Hreng được chia thành 5 thôn: 4, Đăk Prông, Kon Hra Klah, Kon Hra Ktu, Plei Groi.

## Lịch sử
Ngày 17 tháng 8 năm 1981, Hội đồng Bộ trưởng ban hành quyết định 30-HĐBT về việc thành lập xã Chư Hreng trên cơ sở một phần diện tích và dân số của xã Đoàn Kết.
Ngày 22 tháng 11 năm 1996, Chính phủ ban hành Nghị định số 73-CP về việc thành lập xã Đắk Rơ Va trên cơ sở 2.840 ha diện tích tự nhiên và 2.038 nhân khẩu của xã Chư Hreng.
Xã Chư Hreng sau khi điều chỉnh địa giới hành chính còn lại 2.960 ha diện tích tự nhiên và 3.167 nhân khẩu.
Ngày 3 tháng 9 năm 1998, Chính phủ ban hành Nghị định số 69/1998/NĐ-CP về việc thành lập phường Lê Lợi trên cơ sở điều chỉnh 215 ha diện tích tự nhiên và 2.390 nhân khẩu của xã Chư Hreng.
Sau khi điều chỉnh địa giới hành chính, xã Chư Hreng có 2.758 ha diện tích tự nhiên và 1.381 nhân khẩu.
Ngày 10 tháng 4 năm 2009, Chính phủ ban hành Nghị định 15/NĐ-CP về việc thành lập thành phố Kon Tum thuộc tỉnh Kon Tum. Xã Chư Hreng trực thuộc thành phố Kon Tum.
Ngày 30 tháng 12 năm 2019, Hội đồng nhân dân tỉnh Kon Tum ban hành Nghị quyết số 66/NQ-HĐND về việc:
- Sáp nhập Thôn 5 vào thôn Đăk Prông
- Sáp nhập thôn Diêm Trung vào thôn Kon Hra Klah.